# Estuário Solway

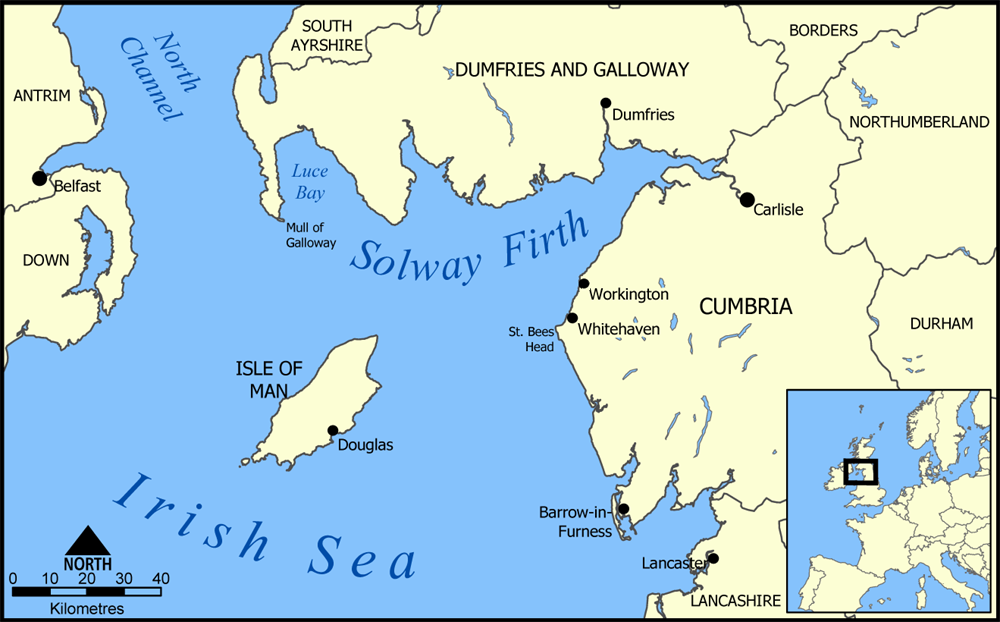
Mapa do Estuário Solway.

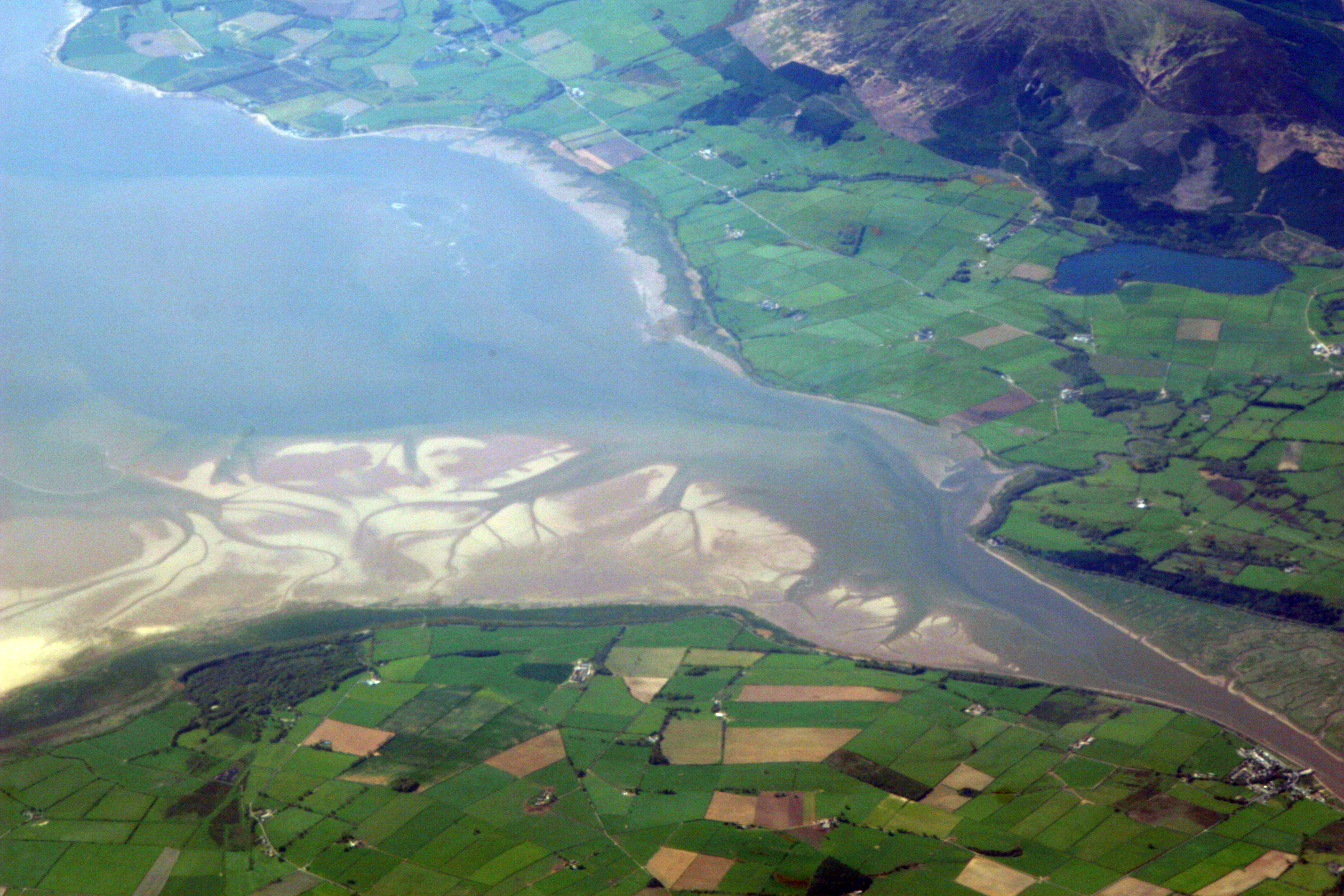
O estuário do rio Nith, abrindo-se para o Estuário Solway ao sul de Dumfries.

O Estuário Solway é uma enseada na costa oeste da Grã-Bretanha, formando parte da fronteira entre a Inglaterra e a Escócia. O “Firth” (termo escocês para enseadas do mar) divide Cumbria (incluindo a planície de Solway) de Dumfries e Galloway. Ele se estende de St Bees Head, ao sul de Whitehaven, em Cumbria, até Mull of Galloway, na extremidade oeste de Dumfries e Galloway. A Ilha de Man também está muito próxima do Estuário. O Estuário faz parte do Mar da Irlanda.
O costa do Estuário é caracterizado por colinas de planície e pequenas montanhas. É uma área predominantemente rural, com a maioria de pequenos vilarejos e assentamentos (Powfoot [en]). A pesca, a agricultura em colinas [en] e algumas culturas arvenses desempenham um papel importante na economia local, embora o turismo esteja aumentando.
A parte norte da costa inglesa do Estuário Solway foi designada como uma Área de Destacada Beleza Natural, conhecida como Costa Solway [en], em 1964. A construção do Parque Eólico Robin Rigg [en] no Estuário começou em 2007.
Dentro do Estuário, há algumas planícies de sal e lamaçal costeiro [en] que podem ser perigosas, devido às frequentes mudanças de areia movediça.

## Vida selvagem
Há mais de 290 quilômetros quadrados no Local de Interesse Científico Especial [en] do Estuário (um dos quais é o Salta Moss [en]), bem como reservas naturais nacionais - em  Caerlaverock e em Cúmbria. No lado de Cúmbria, grande parte da costa foi designada como Área de Destacada Beleza Natural (AONB - Area of Outsanding Natural Beauty). A AONB da Costa Solway [en] tem duas seções separadas: a primeira vai para o oeste, do norte de Carlisle até Skinburness [en]; a segunda vai para o sul, do vilarejo de Beckfoot [en], passando por Mawbray [en] e Allonby [en], até Crosscanonby [en]. 
Em 2013, a barroeira e o mexilhão azul foram designados como alvos de esforços de conservação, e a Baía Allonby [en] (uma entrada do Estuário Solway) foi apresentada como candidata a uma Zona de Conservação Marítima [en].

## Rota de caminhada de longa distância
Uma rota de caminhada de longa distância de 85 km, Estrada de Annandale [en] que passa por Annandale, desde a nascente do rio Annan [en], nas montanhas de Moffat [en] , até o Estuário Solway; ela foi inaugurada em setembro de 2009.

## Ilhas em Solway
Diferentemente de outras partes da costa oeste da Escócia, o Estuário Solway tem apenas algumas ilhas. São elas:
- Ilha Hestan [en]
- Ilha Rough [en]
- Little Ross [en]
- A chamada Ilha de Whithorn [en] (que, na verdade, é uma península).
- Ilhas de Fleet [en]

## Rios
O Solway é o estuário do rio Éden [en] e  rio Esk.
Abaixo estão os links para as listas dos outros rios que deságuam no estuário:
- Na Inglaterra [en]

- Na Escócia [en]

## Histórico
O nome “Solway” (registrado como Sulewad em 1218) é de origem escandinava e era originalmente o nome de um vau que atravessava as lamaçal costeiro em Eskmouth [en]. O primeiro elemento do nome provavelmente vem da palavra nórdica antiga súl pilar, referindo-se ao Lochmaben Stone [en], embora possa ser derivado de súla, que significa ganso-patola. Súl e súla têm vogais longas, mas as primeiras grafias de Solway indicam uma vogal curta no primeiro elemento. Isso pode ser devido ao encurtamento de uma vogal originalmente longa no período do inglês médio, mas também pode representar uma vogal curta original. If this is the case, the first element may be *sulr, an unrecorded word cognate with Old English sol 'muddy, pool', or a derivative of sulla, meaning 'to swill'. Se esse for o caso, o primeiro elemento pode ser *sulr, uma palavra não registrada cognata com o inglês antigo sol 'muddy, pool' (lamacento, piscina), ou um derivado de sulla, que significa 'to swill' (engolir).
O segundo elemento do nome vem do nórdico antigo vað, que significa “vau” (que é cognato com a palavra inglesa moderna wade).
A área tinha três vaus: o Annan ou Bowness Wath, o Dornock Wath (antes chamado de Sandywathe) e o principal - o Solewath (também chamado de Solewath ou Sulewad).
Um farol de madeira foi construído em 1841 em Barnkirk Point. Ele foi destruído por um incêndio em 1960.
Em 9 de março de 1876, o lugre francês St Pierre, de 79 toneladas, ficou encalhado - e finalmente foi declarado perdido - no Blackshaw Bank, uma característica mal definida que se estende por uma distância considerável em ambos os lados do canal do rio Nith.
Entre 1869 e 1921, o Estuário foi atravessado pela ferrovia Solway Junction Railway [en], por meio de um viaduto de ferro de 1780 m. A linha foi construída para transportar minério de ferro da região de Whitehaven para Lanarkshire e foi financiada e operada pela Caledonian Railway da Escócia. Após o fechamento da ferrovia, que não teve sucesso financeiro, em 1921, a ponte ferroviária tornou-se um popular caminho para pedestres, permitindo que os moradores da Escócia cruzassem facilmente para a Inglaterra, onde bebidas alcoólicas eram legalmente permitidas sete dias da semana. (Naquela época, a Escócia era "seca" aos domingos). O viaduto foi demolido entre 1931 e 1933.

## Riscos
Em 1999, o Ministério da Defesa do Reino unido havia disparado mais de 6.350 projéteis de urânio empobrecido no Estuário Solway a partir de sua área de testes em Dundrennan Range [en].

## Na cultura popular
- O Estuário tem sido usado como locação para filmes. Por exemplo, o filme The Wicker Man, de 1973, foi filmado nos arredores de Kirkcudbright [en] e Burrow Head [en], na costa de Wigtownshire.
- Em julho de 2019, a banda americana de metal Slipknot lançou uma música chamada Solway Firth [en], que leva o nome do Estuário.

## Veja Também
- Astronauta de Solway
- Estuário do Tejo
- Fiorde de Geiranger

## Leitura Complementar
- Moraes, Maria Eugênia Bruck de; Lorandi, Reinaldo (2016). Métodos e técnicas de pesquisa em bacias hidrográficas (PDF). [S.l.]: Editora da Universidade Estadual de Santa Cruz
- Neilsen, George (1899). «Annals of Solway – Until A.D. 1307». In:  Forbes, Peter. Transactions of the Glasgow Archaeological Society. Col: New Series. III. Glasgow: James Maclehose & Sons. pp. 245–308 (available at books.google.com)
- Ordnance Survey, (2003), Carlisle & Solway Firth, Landranger Map, No. 85, Ed.D., Scale 1:50 000 (1¼ inches to 1 mile), ISBN 0-319-22822-3
- Ordnance Survey, (2006), Solway Firth, Explorer Map, No. 314, Ed. A2, Scale 1:25 000 (2½  inches to 1 mile), ISBN 0-319-23839-3

## Links Externos
- Histórias de Solway Shore
- O Spa de Powfoot
- Estuário do rio Forth

## Veja Também
- Estuário do Tejo
- Estuário de Clyde
- Baía de Tóquio